# Franclina

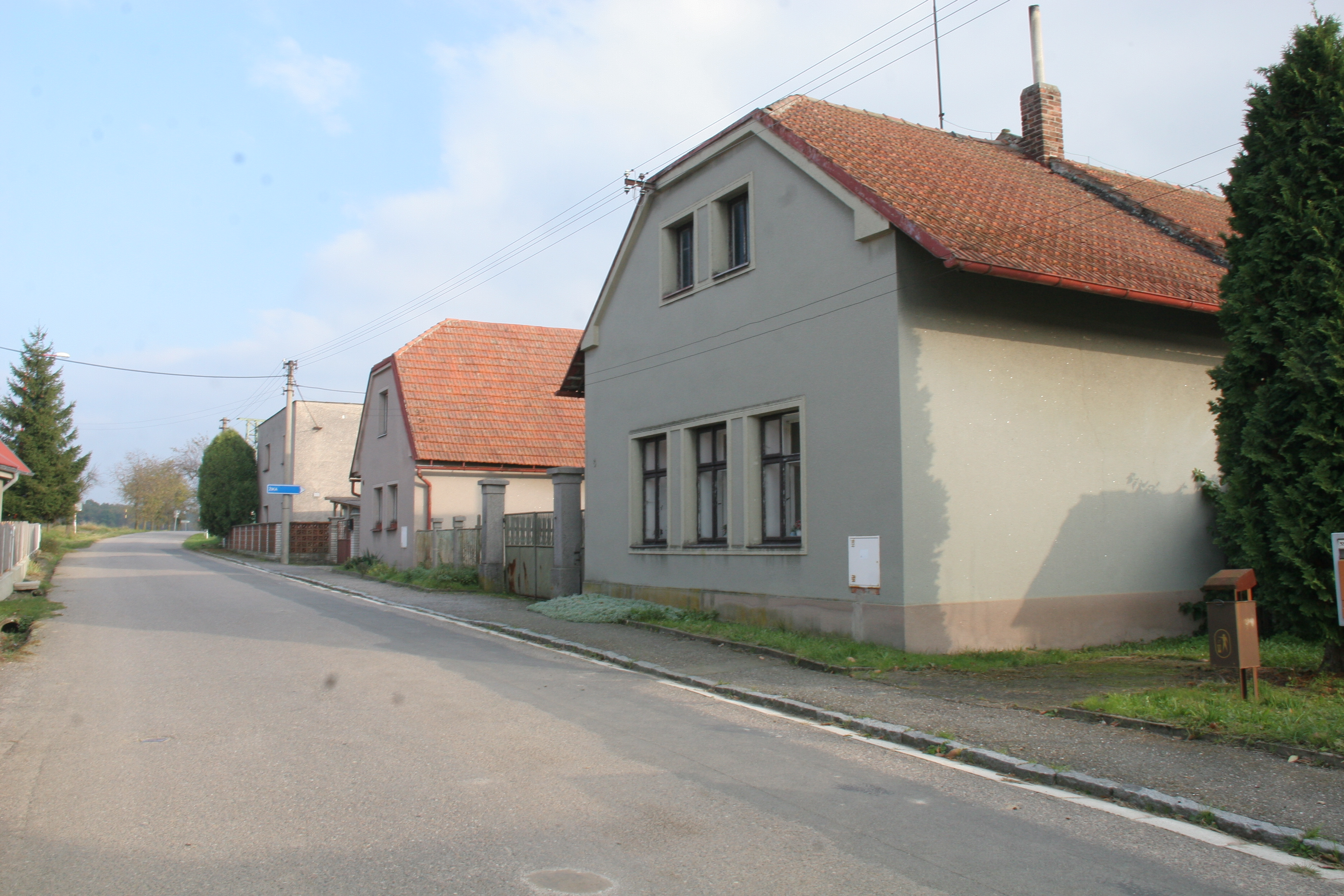
Dorfstraße

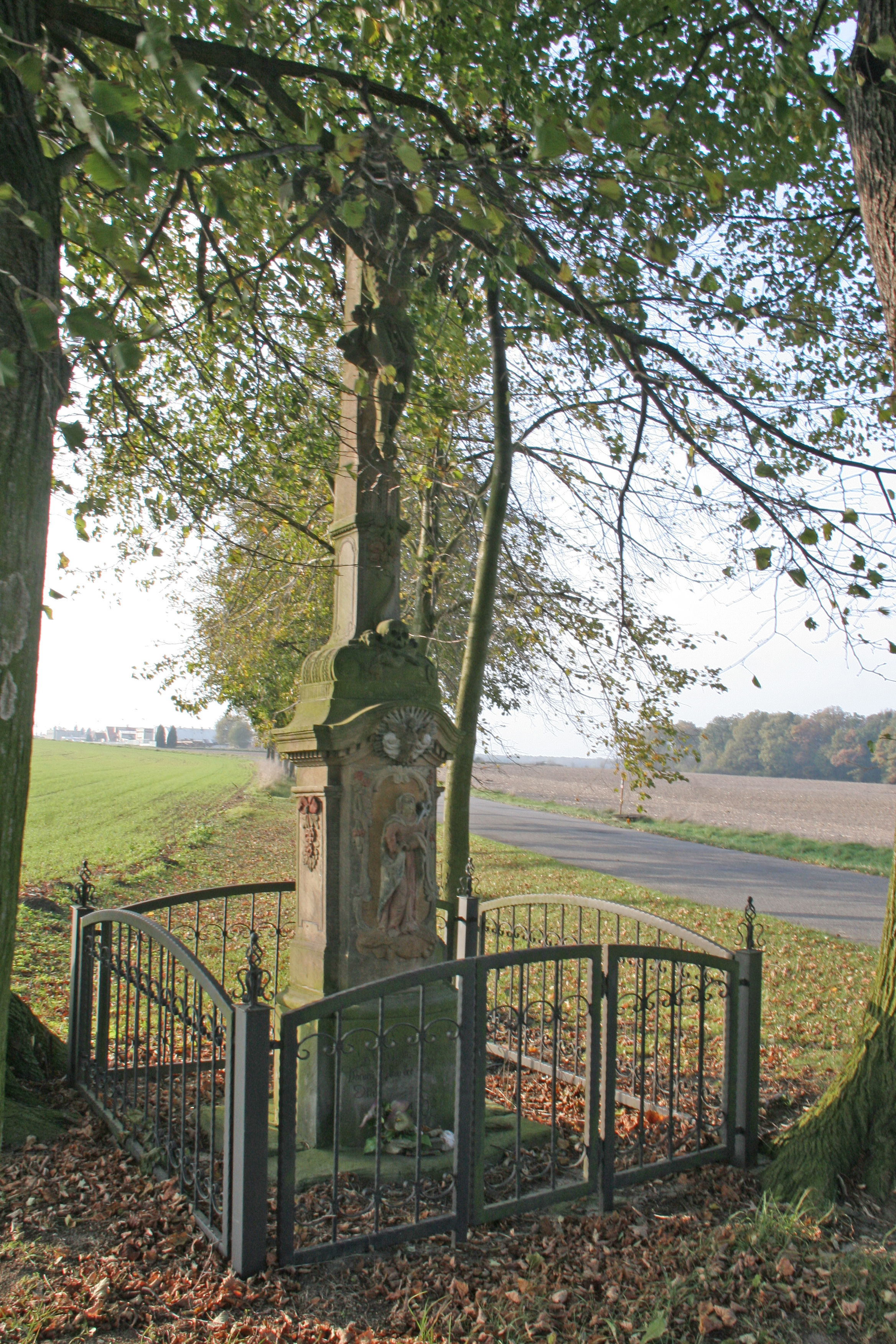
Kreuz

Franclina (deutsch Franzlina, 1939–45 Franklin) ist ein Ortsteil der Gemeinde Trusnov in Tschechien. Er liegt neun Kilometer nordwestlich von Vysoké Mýto und gehört zum Okres Pardubice.

## Geographie
Das Straßendorf Franclina befindet sich im Westen der Choceňská tabule (Chotzener Tafel) linksseitig über dem Tal der Lodrantka auf einem Riedel. Nordwestlich liegt der Teich Lodrant, im Nordosten der Franclinský rybník – beide werden von der Lodrantka gespeist.
Nachbarorte sind Obora und Vysoká u Holic im Norden, Jaroslav im Nordosten, Bory und Týnišťko im Osten, Janovičky und Žíka im Südosten, Sedlíšťka im Süden, Opočno und Uhersko im Südwesten, Trusnov im Westen sowie  Litětiny im Nordwesten.

## Geschichte
Die erste schriftliche Erwähnung von Franclina erfolgte im Jahre 1683 als Teil der Herrschaft Chroustovice.
Im Jahre 1835 bestand das im Chrudimer Kreis gelegene Dominikaldörfchen Franzlina bzw. Franclina aus 9 Häusern, in denen 56 Personen, darunter zwei protestantische Familien, lebten. Im Ort gab es ein Wirtshaus. Pfarrort war Uhersko. Bis zur Mitte des 19. Jahrhunderts blieb das Dorf der Allodialherrschaft Chraustowitz untertänig.
Nach der Aufhebung der Patrimonialherrschaften bildete Franclina ab 1849 einen Ortsteil der Gemeinde Trusnov im Gerichtsbezirk Hohenmauth. Ab 1868 gehörte das Dorf zum politischen Bezirk Hohenmauth. 1869 hatte Franclina 52 Einwohner und bestand aus 10 Häusern. Im Jahre 1900 lebten in dem Dorf 42 Menschen, 1930 waren es 45. 1949 wurde Franclina dem Okres Holice zugeordnet, seit 1960 gehört das Dorf zum Okres Pardubice. Beim Zensus von 2001 lebten in den 12 Häusern von Franclina 24 Personen.

## Gemeindegliederung
Der Ortsteil Franclina ist Teil des Katastralbezirkes Trusnov.

## Sehenswürdigkeiten
- Steinernes Kreuz, westlich des Dorfes an der Straße nach Trusnov
- Teiche Franclinský rybník und Lodrant